# Survivor Series (2014)
Survivor Series 2014 a fost ce-a de-a douăzecișișaptea ediție a pay-per-view-ului anual Survivor Series organizat de World Wrestling Entertainment. A avut loc pe data de 23 noiembrie 2014 în arena Scottrade Center din St. Louis, Missouri.

## Rezultate
- Damien Mizdow și The Miz i-au învins pe Gold & Stardust (c), Los Matadores (Diego & Fernando) (însoțiți de El Torito), și The Usos (Jey Uso & Jimmy Uso) într-un Fatal 4-Way tag team match câștigând campionatele WWE Tag Team Championship (15:25)
  - Mizdow l-a numărat pe Goldust după un «Samoan Splash» a lui Jimmy.
- Big E Langston (c) l-a învins pe Curtis Axel păstrându-și campionatul WWE Intercontinental Championship (07:02)
  - Langston l-a numărat pe Axel după un «Big Ending».
- Team Natalya (Alicia Fox, Emma, Naomi, & Natalya) a învins Team Paige (Cameron, Layla, Paige, and Summer Rae) într-un 4-on-4 Survivor Series elimination match (14:35) 
  - Naomi a eliminato pe Paige după un «Scissors Facebuster».
- Bray Wyatt l-a învins pe Dean Ambrose prin descalificare (14:00)
  - Ambrose a fost descalificat după ce l-a lovit pe Wyatt cu un scaun.
- Adam Rose & The Bunny i-au învins pe Slater-Gator (Heath Slater & Titus O'Neil) (02:36)
  - Bunny l-a numărat pe Slater cu un «Roll-up».
- Nikki Bella a învins-o pe AJ Lee (c) câștigând campionatul WWE Divas Championship (00:33)
  - Nikki a numărato pe AJ după un «Rack Attack».
- Team Cena (Big Show, Dolph Ziggler, Erick Rowan, John Cena, și Ryback) a învins Team Authority (Kane, Luke Harper, Mark Henry, Rusev, și Seth Rollins) (43:25)
  - Ziggler l-a eliminat pe Rollins după un «Zig Zag» cu ajutorul lui Sting.
  - Dacă Team Cena pierdea, ar fi fost concediați toți înafara de Cena.